# Ján Chryzostom Korec
Ján Chryzostom Korec S.J., slovaški rimskokatoliški duhovnik, škof in kardinal, * 22. januar 1924, Bošani, † 24. oktober 2015.

## Življenjepis
1. oktobra 1950 je prejel duhovniško posvečenje.
24. avgusta 1951 je prejel škofovsko posvečenje. 6. februarja 1990 je postal škof Nitre.
28. junija 1991 je bil povzdignjen v kardinala in imenovan za kardinal-duhovnika Ss. Fabiano e Venanzio a Villa Fiorelli.
Upokojil se je 9. junija 2005.